# Internetuppkoppling
Internetuppkoppling är ett begrepp för olika åtkomsttekniker som låter datorer, spelkonsoler, smartmobiler och liknande att ansluta till Internet. Fast uppkoppling i hög hastighet kallas bredbandsåtkomst. Att vara uppkopplad innebär att (för tillfället eller kontinuerligt) ha tillgång till Internet.

## Olika åtkomsttekniker

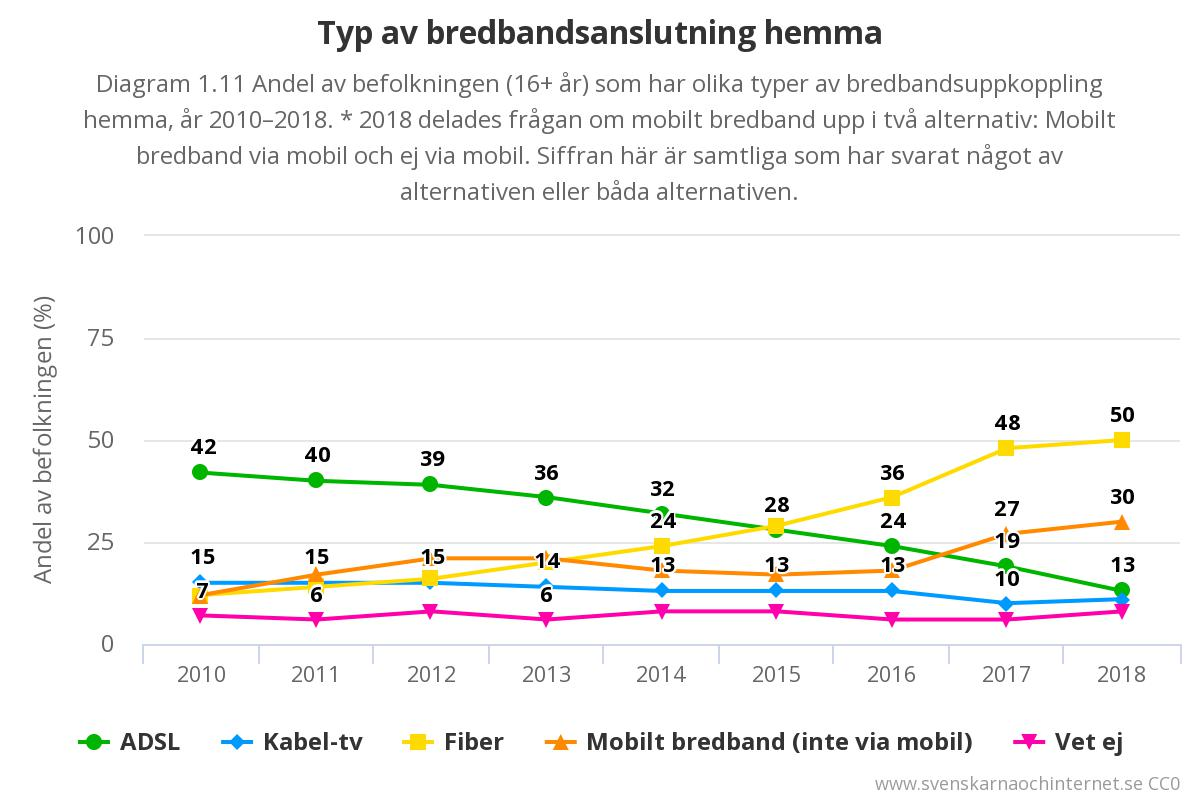
Olika typer av bredband som den svenska befolkningen använde sig av åren 2010–2018. Siffror från undersökningen Svenskarna och internet.

Den vanligaste metoden för att koppla upp sig var under 1990-talets andra hälft att skaffa ett abonnemang hos en internetleverantör och använda uppkopplad förbindelse via det allmänna telefonnätet, mobiltelefonnätet eller leverantörens (egna eller hyrda) förbindelser för att via leverantörens apparatur ha kontakt med det övriga Internet. Det innebar vanligtvis en uppringd, analog anslutning med hjälp av ett modem kopplat till och via det publika telefonnätet, men kunde även vara en uppringd digital anslutning via ISDN, som även den förmedlades av telefonnätets kablar och växlar. Modemen för det publika telefonnätet möjliggör en överföringshastighet på högst 56 kbit/s nedströms och 48 kbit/s uppströms (på grund av att telefonväxeln bandbassfiltrering och begränsade digitala interna kapacitet), medan ISDN till privatpersoner möjliggjorde 128 kbit/s samtidigt i båda riktningarna.
En så kallad bredbandsåtkomst, fast anslutning eller direktuppkoppling till Internet innebär att man är uppkopplad dygnet runt via en egen eller hyrd kabel eller fast radioförbindelse. Som ”bredband” räknar man enligt en definition en förbindelse på minst 500 kbps om den inte konkurrerar med vanlig telefonanvändning och inte behöver stängas mellan sessioner. Universitet och större företag har länge kunnat hyra svart fiber eller kapacitet i telefonnätets kablar för ändamålet. 
År 2000 gjordes ett första försök att ta fram en gemensam definition av internetaccess men projektet kom aldrig i mål. Den del av internetaccess som det oftast pratas om är hastigheten på uppkopplingen, men det finns många andra parametrar som är avgörande för att den digitala infrastrukturen ska fungera. År 2019 kom Internetstiftelsen och Netnod med sin första definition av internetåtkomst eller internetaccess där det bland annat framgår att DNS skall vara ofiltrerad och att tillgängligheten på månadsbasis skall vara 99%. Den säger även att IPv6 är ett krav för att uppfylla definitionen men långt ifrån alla operatörer stödjer detta idag.
ADSL kom i slutet av 1990-talet att möjliggöra fast anslutning även till bostäder och mindre företag. Tekniken utnyttjar höga frekvenser i telefonkablarna mellan bostaden och närmaste telefonstationsbyggnad (åtkomstnätet); endast frekvenser väsentliga för att uppfatta tal vidareförmedlas i telefoninätet. Vid ADSL kan man uppnå 24 Mbit/s nedströms om man bor nära telefonstationen (2 Mbps för längre förbindelser). Uppkoppling via kabeltelevisionsnätet förekommer också i många bostadsområden, men åtkomstnätets kapacitet delas då med grannarna och hastigheten blir därför i hög grad beroende av hur många som för tillfället utnyttjar områdesnätet. Dessa tekniker avsedda för privatpersoner är asymmetriska, det vill säga högsta överföringshastighet vid nedladdning är högre än högsta uppladdningshastigheten.
Digital mobiltelefoni tillät tidigt även dataförbindelser, men det tidiga nätet (2G, GSM) gav endast långsamma förbindelser. Numera är mobil internetåtkomst via 3G och 4G (mobilt bredband) allt vanligare. Uppkoppling med 4G tillåter i teorin 1 Gbit/s, men ännu 2015 fanns ingen utrustning som klarade sådana hastigheter.
Sverige skiljer sig från de flesta länder genom att optisk fiber tidigt blev vanligt i områdesnät och stadsnät, och inte bara i nationella stamnät. I flerfamiljshus är det sedan sekelskiftet 2000 vanligt att man limmar tvinnad kopparkabel (Ethernetkabel) i trapphuset från en switch i källaren till varje lägenhet. Switchen i källaren ansluts i sin tur via områdesnätets optiska fiber. Fiber ända till bostaden (villa eller radhus), började bli vanligt i Sverige efter mitten av 00-talet.
På vissa orter finns publika surfzoner, det vill säga trådlösa nätverk avsedda för allmänheten, ibland kostnadsfritt. Dessa zoner finns ofta i hotell, tåg, vänthallar, bibliotek och internetcaféer.
Möjlighet till bredband är vanligare i städer än på landsbygden.
I bostaden eller på företaget finns vanligen ett intranät, med en router som förmedlar trafiken inom intranätet och mellan det och det yttre Internet. Mellan routern och intranätet, i hemmen ofta integrerad i samma enhet, finns i allmänhet en brandvägg som skall hindra olämplig trafik mellan Internet och intranätet. Datorer och andra apparater kopplas till Internet via detta intranät. Intranätet kan vara trådbundet (vanligen ethernet) eller trådlöst eller erbjuda både trådbunden och trådlös åtkomst.
År 2021 visade en undersökning genomförd av Internetstiftelsen att fiber var vanligaste sättet för den svenska befolkningen att koppla upp sig till internet, 65 procent använde tekniken. ADSL-uppkoppling hade minskat från 42 procent år 2010 till 5 procent 2021. 19 procent använde sig av mobilt bredband, vilket hade minskat betydligt sedan 2018 då samma siffra låg på 30 procent.

## Urval tekniker för internetuppkoppling
- Publika telefonnätet, via analogt modem, högst 56 kbps
- Telefonkabel med ADSL, upp till 24 Mbps
- Kabel-TV-nätet, via kabelmodem. 200 kbps till 400 Mbps
- Elnätet
- Satellit
- Ethernet lokalt via kopparkabel, 10 Mbps till 10 Gbps
- Ethernet via optisk fiber, 10 Mbps till 100 Gbps
- Lokalt trådlöst nätverk, så kallat WLAN, 11 Mbps till 600 Mbps
- Mobilt bredband